# Национальное собрание Квебека
Национа́льное собра́ние Квебе́ка (фр. Assemblée nationale du Québec, до 1968 года Законодательное собрание Квебека фр. Assemblée législative du Québec) вместе с лейтенант-губернатором образует Парламент Квебека и в силу этого обладает законодательной властью. Оно является высшей инстанцией, имеющей право выражать и применять демократические принципы управления. Состоит из 125 депутатов, представляющих своих избирателей. Будучи органом, принимающим решения, Национальное собрание имеет целью издавать законы в сфере своей компетенции (в соответствии с Конституцией), контролировать действия правительства и Администрации и обсуждать вопросы общественного значения.
После упразднения Законодательного совета в 1968 Национальное собрание Квебека обладает всеми правами, привилегиями и законодательной властью в определённых Конституцией Канады рамках юрисдикции канадских провинций. Закон о Национальном собрании и Избирательный закон заменяют положения Конституционного акта 1867, определяющие организацию законодательной власти Квебека.
С 2006 Национальное собрание использует новый девиз: во всех его публикациях, рекламных изданиях, на сайте и канале Собрания приводится эмблема Собрания с надписью «Место гражданам» под ней.

## История
Национальное собрание Квебека — одно из старейших парламентских учреждений в мире. Первый созыв палаты Нижней Канады открылся 17 декабря 1792 в епископском дворце Квебекской католической епархии. Первые выборы проходили с 24 мая по 10 июля 1792. Было избрано пятьдесят депутатов (в настоящее время их число увеличилось до 125). Парламент был назван тогда Палатой ассамблеи Нижней Канады. Первым оратором был избран Жан-Антуан Пане.
После восстания Патриотов она была упразднена британским правительством, так как по Акту о Союзе 1840 провинции Верхняя и Нижняя Канада были объединены и получили общее законодательное собрание провинции Канада. Актом о Британской Северной Америке 1867 Парламент Квебека был восстановлен.
Вначале он состоял из нижней палаты — Законодательного собрания — и верхней палаты — Законодательного совета. Первая палата состояла из депутатов, избираемых народом на примерно четырёхлетний период, а Законодательный совет состоял из советников, назначаемых пожизненно лейтенант-губернатором.
В 1968 правительство Жан-Жака Бертрана изменило Закон о законодательном органе. Таким образом оно упразднило Законодательный совет и заодно учредило однопалатный парламент, выборная палата которого стала называться «Национальным собранием».
В 1982 депутаты приняли Закон о Национальном собрании, который заменил Закон о законодательном органе и закрепил административную автономию Национального собрания, учредив президиум, состоящий из председателя и депутатов разных парламентских фракций. Президиум заменил Комиссию по внутреннему управлению и выполняет контрольные, регулирующие и управленческие функции. По отношению к Собранию он выполняет роль правления. Кроме того, этот закон требует, чтобы депутаты в дополнение к клятве верности королеве, установленной конституционным актом 1867, приносили присягу на верность народу Квебека.
В марте 1984 в ходе важного обсуждения единогласно была одобрена парламентская реформа, кардинально пересматривающая регламент работы Национального собрания. Эта реформа привела, в основном, к значительному изменению системы парламентских комиссий для улучшения парламентского контроля. Число постоянный парламентских комиссий сократилось, а оставшимся было дано больше полномочий.
8 мая 1984 в парламент вошёл военнослужащий с автоматом и убил 3 и ранил 13 человек.
17 декабря 1992церемонией в Национальном собрании было отмечено двухсотлетие парламентских учреждений провинции. В рамках празднования этой годовщины проводились различные мероприятия, в том числе международный симпозиум, посвящённый демократии.
Ещё одна важная парламентская реформа была одобрена в 2009. Её целью является усиление роли депутатов и приближение Собрания к гражданам. В результате гражданам были предоставлены новые возможности для выражения своих мнений. Теперь они могут подписать петицию онлайн, прокомментировать обсуждаемые темы или поучаствовать в опросе на сайте Собрания.

В мае 2008 Национальное собрание Квебека в ответ на полемику о разумных компромиссах специально повторило, что стремится защищать французский язык и религиозное достояние Квебека, особенно распятие, расположенное над креслом председателя в зале Национального собрания. Внесённое предложение было единогласно одобрено депутатами: 
«Пусть Национальное собрание вновь изъявит своё желание пропагандировать язык, историю, культуру и ценности квебекской нации, благоприятствует интеграции каждого в нашу нацию в духе открытости и взаимности и проявляет свою преданность религиозному и историческому достоянию, которое представлено распятием в нашем Синем салоне и гербом, украшающим наши учреждения».

## Расположение
Депутаты собираются на пленарные заседания в зале Национального собрания (Синем салоне), расположенном в законодательном крыле здания Парламента Квебека. Комплекс квебекского парламентского холма включает также здания им. Андре Лорандо, Оноре Мерсье, Жан-Антуана Пане и Панфиля Лемэ. Однако в последнем из них размещается министерство Исполнительного совета (канцелярия премьер-министра).
Здание, задуманное архитектором Эжен-Этьеном Таше и строившееся с 1877 по 1886, связано с темой Я помню (в настоящее время это девиз Квебека). Построенное в архитектурном стиле Второй империи, оно является единственным в своём роде сооружением в Северной Америке. В 1984 это здание было признано национальным историческим памятником.
В 2011 Национальное собрание отметит 125-летие здания Парламента.

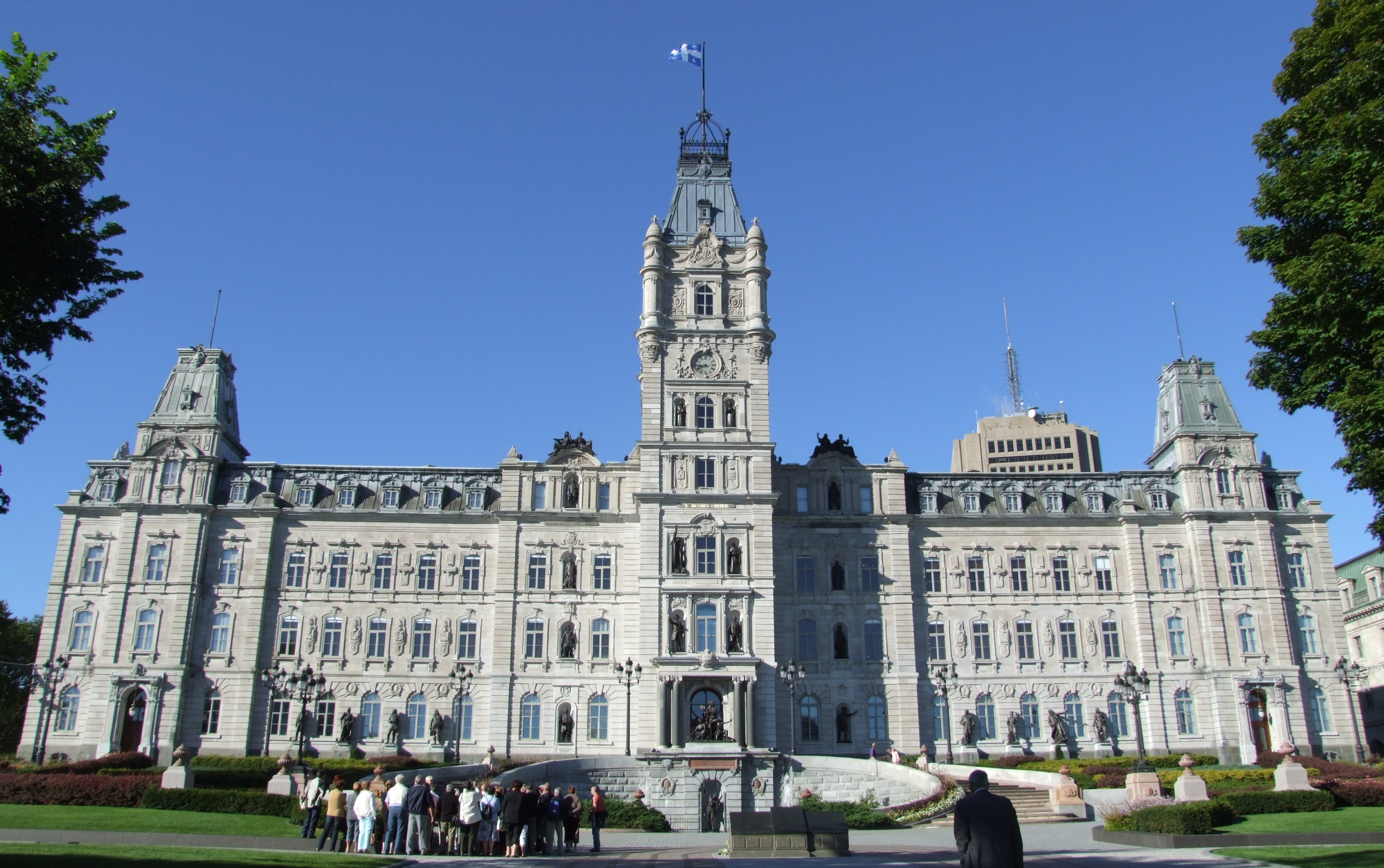
Законодательное крыло здания Парламента
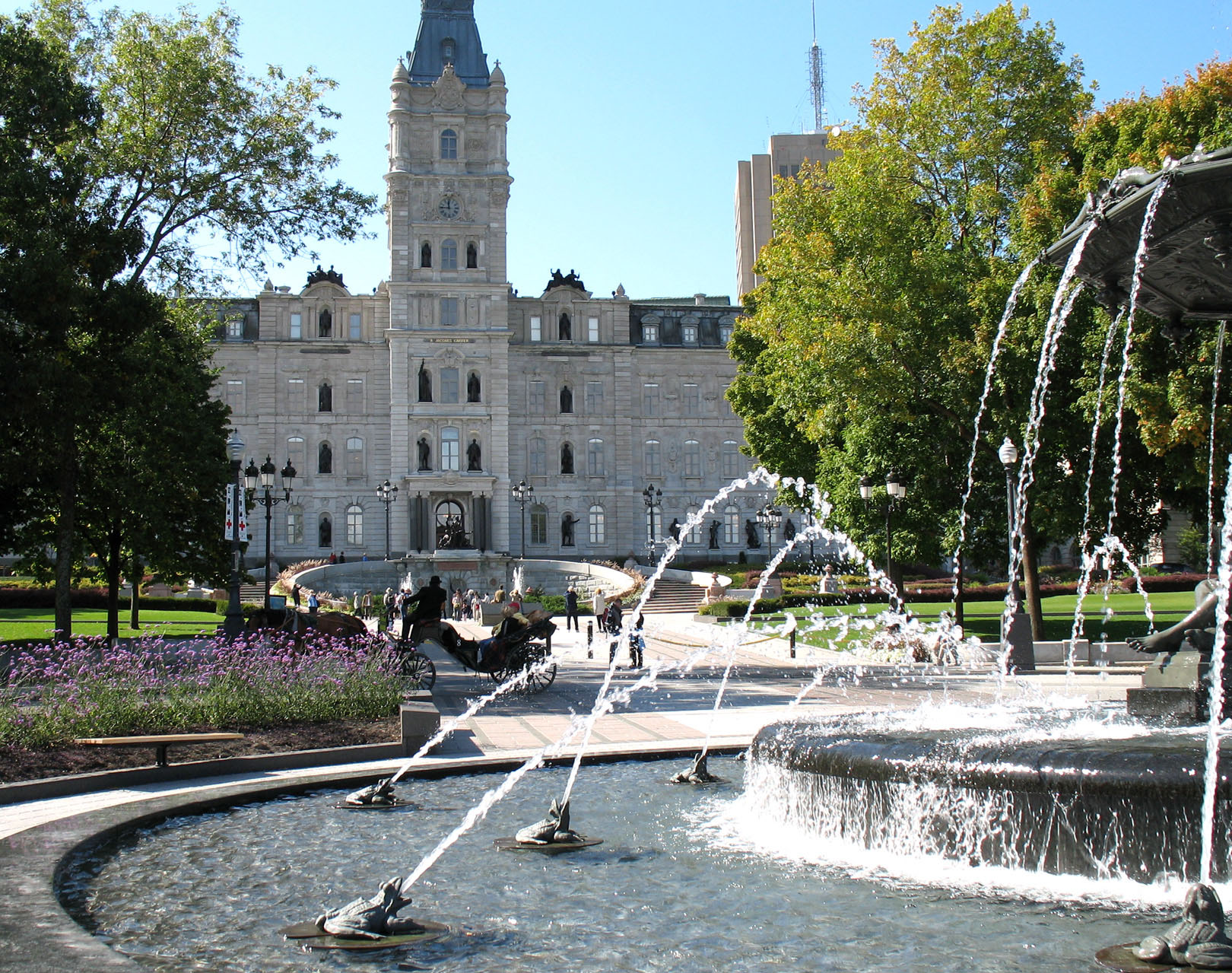
Площадь Ассамбле-Насьональ с фонтаном Турни
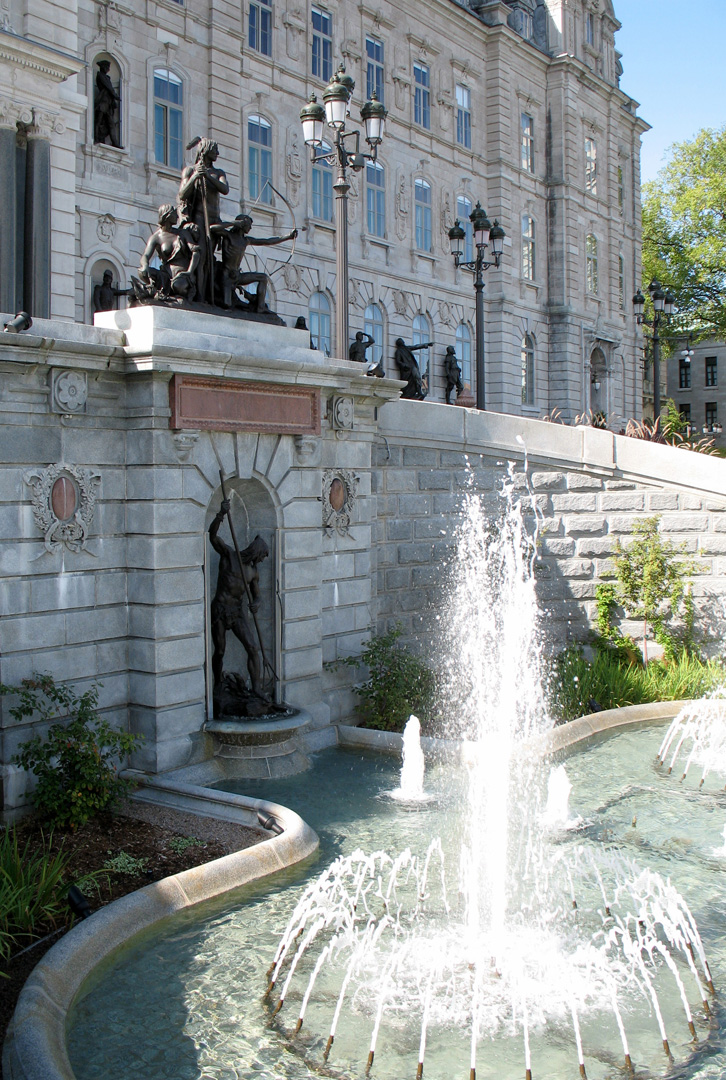
Фонтан Луи-Филипа Эбера
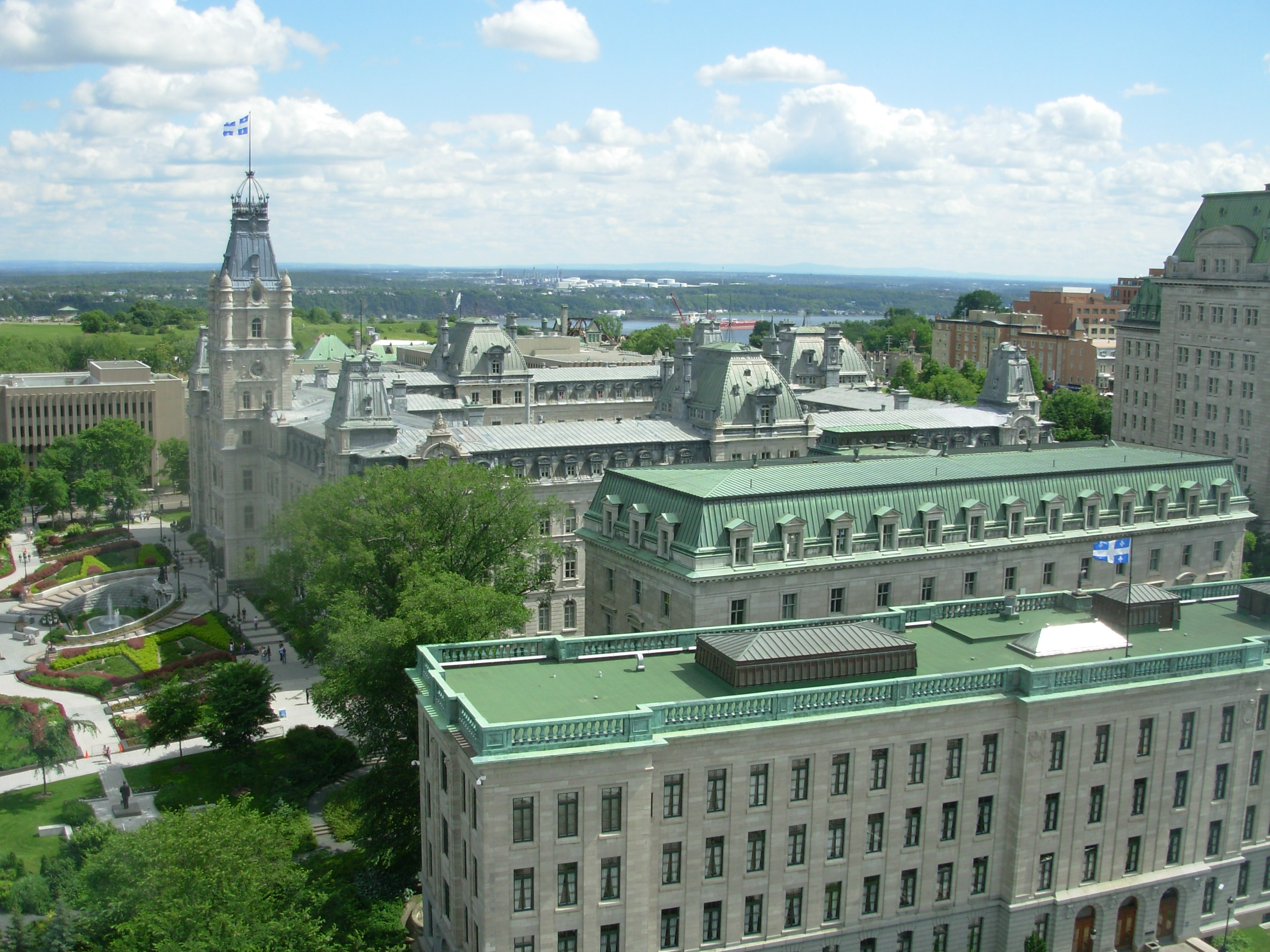
Вид на законодательный комплекс с отеля Hilton

## Администрация
Администрация Национального собрания имеет целью помогать депутатам исполнять свои парламентские полномочия и способствовать выполнению задач учреждения. В Национальном собрании работает около 625 человек.
Для выполнения своих задач Администрация Собрания:
- оказывает депутатам услуги, помогающие им выполнять свою законодательную роль и функции по контролю за деятельностью правительства
- освещает и разъясняет гражданам работу учреждения и депутатов, облегчает доступ в парламентское учреждение и способствует поддержанию его престижа, особенно среди молодёжи, в школах и других парламентах мира.

### Ответственные должностные лица
- Президиум Национального собрания
  - председатель;
  - 3 заместителя председателя Национального собрания;
  - 5 депутатов из правящей парламентской фракции;
  - 4 депутата из оппозиционных фракций;
- генеральный секретарь.

Генеральный секретарь — высшее должностное лицо Собрания. Он действует в качестве первого советника при интерпретации регламентарных положений о деятельности Собрания. Генеральный секретарь назначается Собранием по представлению премьер-министра.
За действия генерального секретаря отвечает председатель. Генеральный секретарь:
- обеспечивает управление персоналом Собрания и контроль за ним
- управляет текущими делами
- действует в качестве секретаря Президиума.

Национальное собрание состоит из различных административных подразделений:
- Управление секретариата Бюро и генерального секретариата;
- Управление юридических и законодательных дел;
- Генеральный секретариат по парламентским делам и процедуре;
  - Управление Библиотеки;
  - Управление секретариата Собрания;
  - Управление секретариата комиссий;
  - Управление перевода и издания законов;
- Главное управление информации и организационных дел;
  - Управление связи с общественностью;
  - Управление педагогических программ;
  - Управление межпарламентских и международных отношений;
  - Управление протокола и приёма;
- Генеральный секретариат по аппарату и информации;
  - Управление освещения прений;
  - Управление недвижимости и телекоммуникаций;
  - Управление автоматической обработки информации;
  - Управление финансовых средств, снабжения и контроля;
  - Управление персонала;
  - Управление материальных ресурсов и ресторанов;
  - Управление безопасности.

Персонал Национального собрания, присутствующий в зале заседаний, включает генерального секретаря и его помощников, парламентского пристава (телохранителя членов парламента, находящихся в Собрании), а также пажей (курьеров депутатов).
Операционный бюджет Национального собрания превышает 120 миллионов долларов.

## Процедура работы парламента
Процедура работы квебекского парламента определяется различными источниками:
1. Конституция Канады:
  1. Конституционный акт 1867 — основной источник парламентского права, в её преамбуле сказано: «…с Конституцией, в принципах сходной с Конституцией Соединённого королевства»;
  2. В соответствии с этими принципами Конституционный акт 1982 подтверждает исключительные полномочия Национального собрания на изменение конституции Квебека;
2. Закон о Национальном собрании[1]: Основной закон Национального собрания, имеющий правовую силу независимо от статей 71—87 Конституционного акта 1867;
3. Регламент Национального собрания: Совокупность писаных норм, определяющих деятельность Национального собрания и его парламентских комиссий;
4. Специальные приказы: Решения Национального собрания, отступающие от Регламента;
5. Прецеденты (парламентская юриспруденция): Решения, принятые председателями и опубликованные в Сборнике решений, касающихся процедуры работы парламента;
6. Парламентские обычаи: Традиции, позволяющие решать спорные вопросы, когда в источниках писаного права ничего о них не сказано;
7. Толкование законов: Совокупность юридических работ, основная из которых — Процедура работы парламента Квебека, в которых прокомментированы источники и правила парламентского права, традиции и прецеденты.

## Порядок голосования
Квебекская территория разделена на 125 избирательных округов, определение границ которых происходит в соответствии с Избирательным законом (L. R. Q., гл. E-3.3) и находится в ведении Комиссии по выборному представительству Квебека. Депутаты избираются всеобщим голосованием по униноминальной мажоритарной избирательной системе в один тур по принципу голосования по округам. Всеобщие выборы могут быть объявлены тремя способами:
1. декретом премьер-министра;
2. вследствие отрицательного вотума доверия;
3. в связи с истечением срока, так как срок созыва не может превышать пяти лет.

В округах, чьё кресло оказалось вакантно, между двумя всеобщими выборами и не позднее чем через шесть месяцев после отставки или смерти депутата проводятся частичные выборы.
Правительство Квебека состоит из депутатов, принадлежащих к парламентской фракции, получившей относительное большинство кресел по голосам, поданным на:
1. всеобщих выборах;
2. частичных выборах;
3. при коалиции.

Эти депутаты могут сформировать правительство большинства или меньшинства. С точки зрения разделения властей, принципы ответственности министров делают исполнительную власть неотделимой от парламентской жизни. Работа Национального собрания и стабильность правительства в течение созыва зависят от наличия:
1. представителей большинства в Совете министров;
2. раздоров и перебежчиков;
3. коллективной ответственности членов правительства и партийной дисциплины.

## Парламентские функции
125 депутатов относятся к законодательной системе. В этой системе депутаты исполняют три основных роли:
1. законодателей — авторов законов;
2. контролёров правительственной деятельности, которые следят за коллективной ответственностью членов правительства;
3. посредников между своими избирателями и государственными органами — защитников интересов граждан своего избирательного округа.

При исполнении своих обязанностей депутат может иметь различные парламентские звания:
- Председатель Национального собрания Квебека

руководит заседаниями Собрания;
управляет службами Собрания;
представляет Собрание в Квебеке и за рубежом.
- Заместители председателя Национального собрания

руководят прениями в комитете полного состава и обсуждением повестки дня. Первый и второй заместители председателя являются членами партии премьер-министра (формирующей правительство), а третий выбирается из рядов официальной оппозиции.
- Главы парламентских фракций

руководят парламентской деятельностью своей фракции.
Премьер-министр;
Глава официальной оппозиции;
Глава второй оппозиционной фракции.
- Министры

Члены Совета министров Квебека и ответственные за отделы государственного аппарата.
- Парламентские лидеры и помощники парламентских лидеров

Стратеги и советники по вопросам процедуры работы парламента.
- Партийные организаторы и помощники партийных организаторов

обеспечивают партийную дисциплину соблюдением коллективной ответственности членов правительства и депутатов.
- Председатели фракционных совещаний

Руководят парламентским крылом (или фракцией депутатов) политической партии.
- Парламентские помощники

помогают министру в исполнении его обязанностей.
- Выразители мнения оппозиции (собирательно называемые теневым кабинетом)

излагают политику оппозиционной фракции, которую представляют, и комментирую политику правительства.
- Председатели постоянных комиссий

организуют работу своей комиссии и руководят ей.
- Заместители председателей постоянных комиссий

помогают председателю своей комиссии.
- Председательствующие

заменяют председателей и заместителей председателей комиссии в чрезвычайной ситуации.

## Парламентская работа
Национальное собрание — это парламентское учреждение британского образца, работающее по вестминстерской системе, но с некоторыми особенностями по сравнению со всеми подобными органами, наиболее заметной из которых является работа на французском языке.
На каждых всеобщих выборах избиратели из Квебека выбирают новый созыв Собрания, которое занимается парламентской работой.
За срок созыва его работа обычно делится на две отдельные сессии парламента. Каждая из них начинается вступительной речью премьер-министра Квебека, в которой он представляет законодательные приоритеты правительства в предстоящую сессию.
Заседания каждой сессии объединяют работу Собрания в общий для всех день. Повестка дня устанавливается в издании Фёйтон э преави. Она обычно разделена на шесть частей: текущие дела, актуальные дела, принятые законопроекты, работа комиссий, письменные парламентские запросы и предварительные извещения. Впоследствии формальные обсуждения, проходящие в ходе заседания, в полном объёме дословно приводятся в Журналь де деба. Этот полный протокол прений публикуется с 1964. Их общие черты — в частности, темы обсуждений, права выступить и регламент, внесение документов и периоды голосования — приводятся затем в Просе-вербаль.
Заседания Национального собрания делятся на две части: текущие дела и актуальные дела:

### Период текущих дел
Период текущих дел, по сути дела, состоит из информационного периода:
- высказывания депутатов
- высказывания министров
- представление законопроектов
- подача документов
- выступления о нарушении прав или привилегий или о собственных действиях
- устные вопросы и ответы
- отложенные голосования
- предложения без предварительного уведомления
- мнения о работе парламентских комиссий
- сведения о работе Собрания

### Период актуальных дел
Период актуальных дел, главным образом, состоит из периода обсуждения:
- первоочерёдные дела
- срочные прения
- обсуждение отчётов комиссий
- другие дела, внесённые в программу
- дела, внесённые депутатами оппозиции

## Законодательный процесс
Этапы принятия «государственного законопроекта правительства» и «депутатского государственного законопроекта» представляют собой синтетический вариант обычного законодательного процесса. При этом законодательный процесс возражения, обычно называемый «кляпом», позволяет партии премьер-министра выйти за пределы обычной процедуры в чрезвычайных ситуациях, чтобы некоторые важные по его мнению законы были быстро приняты Национальным собранием. После парламентской реформы 2009 применение «кляпа» было приостановлено, и в дальнейшем его разрешено использовать лишь для одного дела за одно применение.

### Первый этап: представление
Краткое изложение предмета законопроекта его автором (депутатом или ответственным министром);
- Чтение объяснительной записки;
- Решение о внесении;
- Консультации в комиссии (внесение без предварительного извещения): Изучение реальных потребностей людей и организаций, затрагиваемых законопроектом;

### Второй этап: определение точки зрения
- Обсуждение уместности законопроекта и его действительной важности;
- Решение о переносе;
- Решение о разделении;

### Третий этап: детальное изучение в парламентской или пленарной комиссии
- Внесение меморандумов;
- Свидетельства людей и саморегулирующихся организаций;

### Четвёртый этап: принятие во внимание Собранием отчёта комиссии
- Собрание высказывается о результатах работы комиссии. Чтобы законопроект прошёл этот этап, оно должно принять её отчёт.

### Пятый этап: принятие законопроекта
- Депутаты высказываются.

В завершение каждый законопроект, принятый Национальным собранием, должен получить санкцию лейтенант-губернатора, чтобы стать настоящим законом, имеющим правовую силу в Квебеке. По рекомендации бюро парламентского лидера правительства лейтенант-губернатор ставит подпись на официальной копии принятого законопроекта. Любой законопроект — государственный или с частной заинтересованностью — после такой санкции становится государственным законом. Разница между этими законами не более чем теоретическая, потому что по Закону об интерпретации любой человек обязан ознакомиться с государственным законом; а частные законы должны утверждаться судом. Таким образом, все законы Квебека являются государственными.
В случае «законопроекта с частной заинтересованностью» процесс отличается тем, что внесение в Национальное собрание осуществляется «депутатом-рекомендателем», так как автор законопроекта не является членом Национального собрания (это гражданин или юридическое лицо). После первого чтения законопроект сразу подвергается детальному изучению. Затем, сразу после внесения отчёта комиссии по законопроекту, следует его принятие.
Первый, второй и пятый этапы неофициально называются «Первое чтение», «Второе чтение» и «Третье чтение», соответственно.

## Постоянные парламентские комиссии
В регламенте Национального собрания Квебека определено одиннадцать постоянных комиссий, отвечающих за глубокое изучение парламентской работы. Каждая комиссия имеет свои задачи и состоит из определённого числа депутатов, заседающих в рамках договорённости и целью которых является дача советов Национальному собранию Квебека. Комиссии представляют для различных групп граждан единственное средство выражения своей точки зрения напрямую всему парламенту.
Последняя парламентская реформа вступила в силу 14 сентября 2009. Она несколько изменила прежнюю структуру парламентских комиссий на следующую:
- Комиссия Национального собрания
- Комиссия по государственным органам
- Комиссия по государственным финансам
- Комиссия по здравоохранению и социальным службам
- Комиссия по культуре и просвещению
- Комиссия по основным законам
- Комиссия по отношениям с гражданами
- Комиссия по сельскому хозяйству, энергетике и природным ресурсам
- Комиссия по территориальному планированию
- Комиссия по транспорту и окружающей среде
- Комиссия по экономике и труду

В 1997, решив усовершенствовать представление счетов, Национальное собрание создало Комиссию по государственным органам. «Её роль заключается в проверке соответствия использования сумм, предоставленных правительству и государственным органам, правилам разумного управления. Она должна также следить за тем, чтобы государственные органы отчитывались о своём управлении». Кроме проверки всех денежных обязательств в размере 25 000 долларов и выше и проверки министерств и органов, ассигнования которым принимались в Собрании, она также ежегодно заслушивает отчёт генерального контролёра. Председателем этой комиссии является член официальной оппозиции.
4 декабря 2009Национальное собрание приняло предложение о создании специальной комиссии по изучению вопроса о праве на эвтаназию. Для этой цели комиссия проехала по 11 городам Квебека, чтобы провести общественные слушания и узнать мнение населения об этой общественной проблеме.

## Парламентский контроль
Правительство Квебека отвечает перед Национальным собранием Квебека. Парламентский контроль за постановлениями правительства осуществляется различными способами. Период устных вопросов и ответов — наиболее освещённая в СМИ форма контроля, обычно предполагающая бурные обсуждения. Он передаётся по телевидению и на сайте Собрания. При чрезвычайных обстоятельствах комиссии по расследованию и срочные обсуждения также вызывают активный интерес СМИ.
Другие формы контроля обычно проходят в рамках договорённостей между партиями. Ответственность правительства обеспечивается парламентскими комиссиями и другими объединениями. Органы, напрямую зависящие от Национального собрания, также служат средствами контроля: это комиссар по этике и деонтологии, комиссар по лоббированию в Квебеке, начальник Главного управления выборов Квебека, гражданский защитник и генеральный контролёр Квебека. Эти четыре человека назначаются на государственные должности Национальным собранием. Такой статус способствует сохранению независимости назначенных лиц и их беспристрастности при исполнении ими своих обязанностей. Они подотчётны Национальному собранию и назначаются по представлению премьер-министра, которое должно быть одобрено двумя третями депутатов.
Трибуна прессы, признанная в 1871 и объединяющая представителей ряда СМИ Квебека и Канады, освещающих парламентские и политические события, постоянно работает на Холме и имеет свои собственные помещения внутри зданий парламента. Канал Национального собрания, публичное освещение из парламентской работы и заинтересованные группы становятся ещё одним средством обеспечения ответственности правительства.

## Выборы
Следующий обзор представляет распределение кресел после выборов 8 декабря 2008:
| Партия | Партия                           | Глава партии                 | Число кресел | Число женщин | Число мужчин |
| ------ | -------------------------------- | ---------------------------- | ------------ | ------------ | ------------ |
|        | Либеральная партия Квебека       | Жан Шаре                     | 65           | 21           | 44           |
|        | Квебекская партия                | Полина Маруа                 | 46           | 14           | 32           |
|        | Демократическое действие Квебека | Жерар Дельтель               | 4            | 1            | 3            |
|        | Солидарный Квебек                | Амир Хадир и Франсуаза Давид | 1            | 0            | 1            |
|        | Независимые                      | Независимые                  | 9            | 2            | 7            |
| Всего  | Всего                            | Всего                        | 125          | 38           | 87           |

После выборов 2014 года были сформированы четыре парламентские фракции:
- Либеральная партия Квебека — 70 депутатов
- Квебекская партия — 30 депутатов
- Коалиция за будущее Квебека — 22 депутата
- Солидарный Квебек — 3 депутата

После выборов 2018 года существующие четыре парламентские фракции существенно изменили свою численность:
- Коалиция за будущее Квебека — 75 депутатов
- Либеральная партия Квебека — 29 депутатов
- Солидарный Квебек — 10 депутатов
- Квебекская партия — 10 депутатов
- Независимые – 1 депутат

| Партия | Партия                      | Глава партии     | Число кресел | Число мужчин | Число женщин |
| ------ | --------------------------- | ---------------- | ------------ | ------------ | ------------ |
|        | Коалиция за будущее Квебека | François Legault | 75           | 46           | 29           |
|        | Либеральная партия Квебека  | Pierre Arcand    | 29           | 13           | 16           |
|        | Квебекская Партия           | Pascal Bérubé    | 10           | 6            | 4            |
|        | Солидарный Квебек           | Manon Massé      | 10           | 5            | 5            |
|        | Независимые                 | Независимые      | 1            | 1            | 0            |
| Всего  | Всего                       | Всего            | 125          | 71           | 54           |

## Деятельность учреждения
Двери более чем столетнего здания Парламента открыты круглый год для посещения с бесплатной экскурсией на английском или французском или (по предварительному заказу) испанском, итальянском языках и языке глухонемых. Ежегодно учреждение посещает более 80 000 человек. Посетители могут заодно зайти в небольшой магазин, поесть в гастрономическом ресторане Парлемантер с роскошным оформлением зала в стиле изящных искусств. Этот ресторан был открыт в 1917 во внутреннем дворе здания Парламента. В меню ресторана преобладают квебекские блюда. Ресторан Парлемантер организует также гастрономические поздние завтраки.
В Национальном собрании также проходит много тематических выставок, которые большое внимание уделяют аспектам, важным для квебекского общества. Особо выделяются ценные коллекции самого Собрания.
Кроме того, ежегодно в Национальном собрании проходят и другие мероприятия, в том числе День политической книги, конференции имени Жан-Шарля Бонанфана, День открытых дверей и Дни ассимиляции для недавно иммигрировавших в Квебек.

### Библиотека Национального собрания
Библиотека Национального собрания — историческое место, где парламентарии и граждане могут ознакомиться с  собранием из более чем 2 миллионов документов различного характера. Библиотеке более 200 лет, и она является памятью Квебека: в ней хранятся архивы Собрания и самих парламентариев. В 1892 г. Собрание приобрело и сохранило до настоящего времени коллекцию Шово из более чем 3000 редких и ценных брошюр и книг, которой в 2003 г. правительство Квебека присвоило статус исторической ценности.
С 1915 г. библиотека размещается в здании им. Панфиля Лемэ, названном в честь её первого директора.

## Просветительская миссия
К своему двухсотлетию Национальное собрание возложило на себя просветительскую миссию. Для её выполнения и было создано Управление педагогических программ, имеющее целью разработку и реализацию программ и проектов воспитательного характера для целевой аудитории. Оно оказывает также профессиональную и техническую поддержку при организации и проведении парламентских деловых игр в Национальном собрании.
В этом отношении Управлением был создан целый диапазон просветительских программ, которые должны стимулировать участие граждан в демократическом процессе и в парламентской жизни и нацелены на различные возрастные категории. С 1992 Национальное собрание организует шесть парламентских деловых игр для молодёжи и более старшего поколения:
- Начальный уровень

- Школьный парламент

- Средний уровень

- Юный парламент

- Студенческий уровень

- Студенческий форум

- С 18 до 25 лет

- Студенческий парламент
- Молодёжный парламент

- Старший уровень

- Парламент мудрецов

В 1992 Управление педагогических программ также создало Турнир молодых демократов — игру с вопросами, в которой участники соревнуются в знаниях о демократии и парламентаризме. Молодёжь из 4-го и 5-го классов средней школы и из коллежа ежегодно участвует в этой просветительской программе.
Председатель Национального собрания и его заместители, желая оставаться в диалоге с молодёжью, с 2002 года участвуют в Турне президиума. Они встречаются с молодёжью в средних образовательных учреждениях. Эти встречи проводятся для того, чтобы убедить учащихся в важности участия граждан в управлении.

## Связи учреждения с общественностью
С 2006 Национальное собрание использует новую подпись учреждения. С тех пор призыв «Место гражданам» под эмблемой Собрания приводится во всех его публикациях, рекламных изданиях, на его сайте и канале. В Плане Национального собрания по связям с общественностью сказано: «Этот призыв выражает волю населения участвовать в деятельности Собрания».
С 1978 Национальное собрание имеет свой канал, по которому передаются все парламентские дебаты и работа в комиссиях. В 2008—2009 суммарная длительность таких программ составила 8760 часов. Программы канала позволяют населению больше узнавать о механизме квебекской парламентской системы. Национальным собранием также снимается телесериал Мемуары депутатов, где слово даётся бывшим квебекским парламентариям.
В 1995 был создан сайт Собрания, который изобилует информацией о деятельности учреждения и о парламентской работе. За последнее десятилетие его содержание заметно обогатилось. Программы канала полностью транслируются на сайте, поэтому он является третьим среди квебекских государственных сайтов по объёму содержимого. В марте 2010 Национальное собрание полностью обновило свой сайт и сделало интерфейс более дружественным.
Кроме того, с 1999—2000 Национальное собрание публикует отчёт о деятельности, в котором описывается его работа. В отчётах собрано множество информации о важных событиях, произошедших за соответствующий финансовый год. По ним можно оценить достижения депутатов и служащих учреждения в парламентском, организационном и административном плане.

## Межпарламентские и международные отношения
Для достижения своих целей Национальное собрание Квебека поддерживает большое число как двусторонних, так и многосторонних связей с иностранными парламентами и различными межпарламентскими организациями. Национальное собрание также способствует продвижению квебекской культуры, представлению квебекских интересов и политических учреждений на международной арене и увеличению престижа Квебека за границей.
Собрание стремится к достижению четырёх основных целей:
- увеличение эффективности деятельности парламентского учреждения и избранников в сфере законодательства, контроля за деятельностью правительства, рассмотрения общественно важных вопросов и представительства;
- международное позиционирование Национального собрания и распространение его организационного влияния в межпарламентских организациях;
- активное участие Национального собрания в построении мирового сообщества, основанного на принципах демократии, мира, справедливости и благополучия;
- увеличение престижа квебекского общества, в частности, путём продвижения его лучших сторон.

Национальное собрание Квебека участвует в межпарламентском сотрудничестве, являясь организатором многосторонних партнёрств, в частности, Парламентской ассамблеи стран французского языка (ПАСФЯ), Парламентской ассамблеи Содружества (ПАС), Парламентской конфедерации Америки (ПАКА) и Делегации Национального собрания по связям с США (ДНСССША).
К тому же, оно организовало двусторонние отношения в рамках Парламентской ассоциации Нью-Брансуик — Квебек (ПАНБК), Парламентской ассоциации Онтарио — Квебек (ПАОК), Делегации Национального собрания по связям с Баварией (ДНССБА), Делегации Национального собрания по связям с Французским сообществом Бельгии/Валлонской областью/Бельгией (ДНССБ), Делегации Национального собрания по связям с Каталонией (ДНССК), Делегации Национального собрания по связям с французским Национальным собранием (ДНССФНС), Делегации Национального собрания по связям с французским Сенатом (ДНССФС) и Делегации Национального собрания по связям с европейскими учреждениями (ДНССЕУ).
«В частном порядке Национальное собрание Квебека также поддерживает отношения с рядом парламентов страны, федеральных государств и европейских областей. За многие годы сложились тесные отношения с парламентами Дании, Республики Ирландия, Словении, Северной Ирландии, Самарской области, Республики Татарстан (…) [и] с Палатой депутатов Итальянской республики».